# Scardia amurensis
Scardia amurensis är en fjärilsart som beskrevs av Aleksei Konstantinovich Zagulajev 1965. Scardia amurensis ingår i släktet Scardia och familjen äkta malar. Inga underarter finns listade.